# Horace Mann

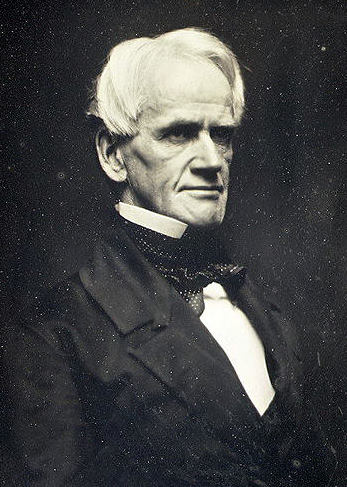
Horace Mann (um 1850)

Horace Mann (* 4. Mai 1796 in Franklin, Massachusetts; † 2. August 1859 in Yellow Springs, Ohio) war ein US-amerikanischer Politiker der Whig Party, Mitglied des US-Repräsentantenhauses aus Massachusetts sowie Pädagoge und Bildungsreformer, der als „Vater der öffentlichen Bildung in den USA“ gilt.

## Leben

### Studium, anwaltliche und politische Tätigkeit
Mann stammte aus ärmlichen Verhältnissen, musste bereits früh zum Lebensunterhalt der Familie beitragen und erwarb viele seiner Grundkenntnisse in Geschichte und Theologie durch Selbststudium in der kleinen, von Benjamin Franklin gegründeten Bibliothek in seiner Geburtsstadt. 1816 wurde er innerhalb von sechs Monaten für den Besuch des College vorbereitet und schloss das Studium an der Brown University in Providence 1819 mit höchster Auszeichnung ab.
Im Anschluss studierte er für kurze Zeit Rechtswissenschaft in einer Anwaltskanzlei in Wrentham, nahm dann aber von 1820 bis 1822 eine Tätigkeit als Tutor für Latein und Griechisch an der Brown University und war dort auch zwischen 1821 und 1823 Bibliothekar. Daneben studierte er wiederum von 1821 bis 1823 Rechtswissenschaft bei James Gould an der bekannten, von Tapping Reeve gegründeten Law School in Litchfield und erhielt nach Beendigung des Studiums die anwaltliche Zulassung im Bundesstaat Massachusetts.
1823 eröffnete er als Rechtsanwalt eine eigene Kanzlei in Dedham. Einige Jahre später begann er zudem eine politische Laufbahn und war zunächst von 1823 bis 1827 Abgeordneter im Repräsentantenhaus von Massachusetts. Nachdem er sich 1833 als Anwalt in Boston niedergelassen hatte, setzte er seine politische Tätigkeit fort und war zwischen 1833 und 1837 nicht nur Mitglied des Senats von Massachusetts, sondern von 1835 bis 1837 auch Präsident des Senats.

### Bildungsreformer
1837 erfolgte seine Ernennung zum Sekretär der neugeschaffenen Bildungsbehörde (Board of Education) von Massachusetts und damit der Beginn seiner Arbeit als Bildungsreformer in diesem Bundesstaat. Während seiner bis 1848 dauernden Tätigkeit hielt er Lehrerversammlungen ab und hielt Vorträge und Grußworte. Daneben führte er einen umfangreichen Briefverkehr und setzte zahlreiche Reformen durch. Außerdem folgten die Planung und die Einführung des Systems der Normalschule, der amerikanischen Schule für die Lehrerausbildung, sowie die Gründung und Herausgabe der Fachzeitschrift The Common School Journal im Jahr 1838. Des Weiteren bereitete er eine Reihe von jährlichen Berichten vor, die eine weite Verbreitung fanden und damit das Ansehen der allgemeinbildenden Common Schools förderten. Letztlich trug seine Arbeit damit aber nicht nur zur Reform der Schulen in Massachusetts, sondern auch in anderen Bundesstaaten der USA bei.
Allerdings sah er sich oftmals heftiger Kritik, insbesondere von Schulmeistern in Boston, ausgesetzt, die seine pädagogischen Theorien und Neuerungen ablehnten. Zum anderen stießen seine Reformen auch bei einigen religiösen Sekten auf Widerstand, die unzufrieden waren mit dem Ausschluss aller sektiererischen Unterrichtung an den Schulen. Der Kritik trat er stets sachlich entgegen, wenngleich manchmal mit unnötiger Vehemenz und Unerbittlichkeit.
Von seiner Art her war er optimistisch und ließ sich von seinen Vorstellungen nicht durch Kritik abbringen. Als Anhänger der Theorien seines Zeitgenossen, des schottischen Philosophen George Combe, glaubte er an die unbegrenzte Verbesserung der Menschheit und war der Überzeugung, dass nichts soviel an moralischem, intellektuellem und materiellem Nutzen hätte wie nachhaltige Bildung.

### Kongressabgeordneter und Sklavereigegner
Am 3. April 1848 trat er von seinem Amt als Sekretär der Bildungsbehörde zurück, nachdem er als Kandidat der Whig Party als Nachfolger des verstorbenen ehemaligen US-Präsident John Quincy Adams zum Mitglied in das Repräsentantenhaus der Vereinigten Staaten gewählt wurde. In diesem vertrat er nach seiner Wiederwahl 1849 sowie einer weiteren Wiederwahl als Parteiloser bis zum 3. März 1853 den achten Kongresswahlbezirk von Massachusetts.
Während seiner Zeit als Kongressabgeordneter war er einer der fähigsten Gegner der Sklaverei, allerdings kein Abolitionist und lehnte letztlich auch den Radikalismus von William Lloyd Garrison und dessen Anhängern ab.
1852 kandidierte er für die Free Soil Party für das Amt des Gouverneurs von Massachusetts, unterlag jedoch dem Kandidaten der Whig Party, John H. Clifford.

### Collegepräsident
Nach seinem Ausscheiden aus dem Repräsentantenhaus war er von 1853 bis zu seinem Tode Präsident des neugegründeten Antioch College in Yellow Springs. Zugleich war er dort als Professor für Politische Ökonomie, intellektuelle und moralische Philosophie sowie Physikotheologie tätig.
Das College erhielt allerdings unzureichende finanzielle Unterstützung und litt an den Angriffen religiöser Sektierer, wobei insbesondere ihm selbst Unaufrichtigkeit vorgeworfen wurde, da er zunächst Unitarier war, dann aber der Christian Connection beitrat, die das Antioch College 1852 gegründet hatte. Von seinen Studenten erhielt er andererseits Bewunderung und durch seine zahlreichen Reden hatte er großen Einfluss auf das Bildungswesen im Mittleren Westen der USA.

### Veröffentlichungen
Horace Mann veröffentlichte seine Gedanken in zahlreichen Schriften und Büchern wie:
- A Few Thoughts for a Young Man (Boston, 1850)
- Slavery: Letters and Speeches (1851)
- Powers and Duties of Woman (1853).

Posthum erschienen die Werke Sermons (1861), Life and Complete Works of Horace Mann (2 Bände, Cambridge, 1869), Thoughts selected from the Writings of Horace Mann (1869) sowie The Case for Public Schools.

### Ehrungen

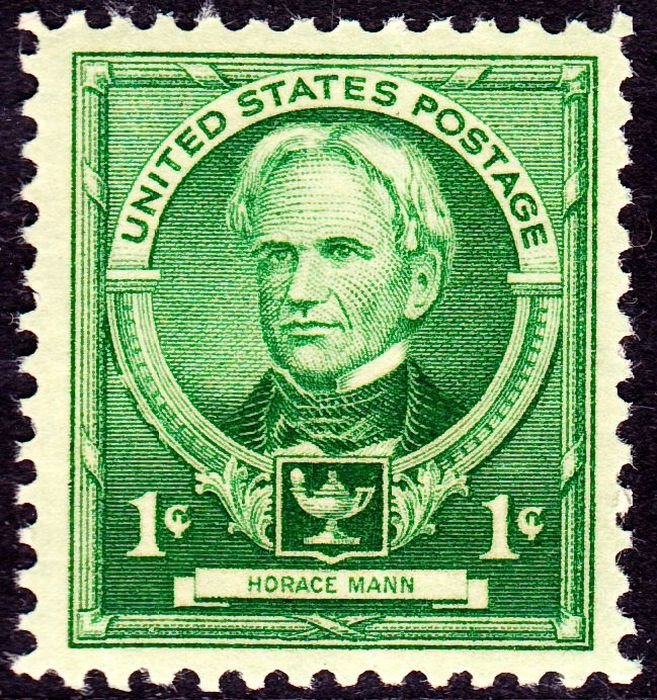
Sondermarke der US-Post (1940)

1845 wurde Mann in die American Academy of Arts and Sciences gewählt.
Nach ihm sind zahlreiche Schulen in den USA benannt wie zum Beispiel die Horace Mann School in New York City, die Mann Arts and Science Magnet Middle School in Little Rock, die Horace Mann Elementary School in Oak Park (Illinois), die Horace Mann School for the Deaf and Hard of Hearing in Allston (Boston) sowie die Barnstable Horace Mann Charter School in Barnstable.
1940 gab die US-Post ihm zu Ehren eine Sondermarke heraus. Des Weiteren wurde Horace Mann durch die Aufnahme in die Hall of Fame for Great Americans geehrt.